# Blötmyrtjärnen (Edefors socken, Norrbotten)
Blötmyrtjärnen är en sjö i Bodens kommun i Norrbotten och ingår i Råneälvens huvudavrinningsområde.